# フェアバンクス・モースH-24-66形ディーゼル機関車
フェアバンクス・モース H-24-66は、フェアバンクス・モース（FM）とカナディアン・ロコモティブ・カンパニー（CLC）が1953年4月から1957年6月の間に127両を製造した電気式ディーゼル機関車である。トレイン・マスターの愛称で知られる。

## 詳細
本形式は、車軸配置C-C、6動軸のディーゼル機関車である。搭載するエンジンは38D-12型12気筒2ストローク対向ピストン式ディーゼルエンジン（出力2400馬力、回転数850rpm、排気量210.23L、直径206×行程254mm）であった。
販売不振にあったキャブ・ユニットのコンソリデーテッド・ラインの後継車種として開発された。車体形状はフード・ユニットとされた。
1953年のリリース当時、本形式はエンジン1基搭載の機関車として最も出力が大きく、牽引力、加速ともに他をしのぎ、フェアバンクス・モースは「史上もっとも使いやすい機関車」の触れ込みで売り込みを図った。いくつかの鉄道がその出力を優位に見て取ったが、対向ピストンエンジンの保守の困難さや電気機器の信頼性の低さ、冷却水の消費などにおいて不都合と考えた鉄道もあった。それゆえに市場では不振であった。
1954年にはアメリカン・ロコモティブのRSD-7、1958年にはGM-EMDのSD24がそれぞれ2400馬力の機関車として発売され、各鉄道会社にとっても出力でも優位でないH-24-66を導入する利点はなくなった。フェアバンクス・モース自身も1958年のH-24-66の最終製造をもってアメリカにおける機関車市場から撤退した。1963年には輸出用機関車製造事業からも撤退し、のちに子会社化したCLCも1969年には撤退した。

## バリエーション
車体には3つのバージョンがある。

### フェーズ1a
吸気口のルーバーが、ロング・フードの上端に沿って配置されている。ラジエターのファンが離れている。

### フェーズ1b
ロング・フード横のの手すりが、ランボードにそった形状をしている。少数である。

### フェーズ2
吸気口のルーバーの数が減り、ルーバーの間隔が拡大した。ラジエターはメタルの帯板で仕切られていた。

## 保存車
カナダ太平洋鉄道（CPR）の8905号機として運用された1両のみが保存されている。現在はケベック州セント・コンスタントにあるカナダ鉄道博物館を運営するカナダ鉄道協会の保有となっている。

## 新製時の所有者

### フェアバンクス・モース製
| 鉄道                                                                                | 両数 | 社番                 | 備考                                                                                               |
| ----------------------------------------------------------------------------------- | ---- | -------------------- | -------------------------------------------------------------------------------------------------- |
| フェアバンクス・モース （デモ車）                                                   | 4    | TM-1 – TM-4          | TM-1・TM-2はウォバッシュ鉄道 550–551に; TM-3・TM-4はサザン・パシフィック鉄道 4800–4801/3020–3021に |
| カナディアン・ナショナル鉄道                                                        | 1    | 3000                 | |
| カナダ太平洋鉄道                                                                    | 1    | 8900                 | |
| ニュー・ジャージー・セントラル鉄道                                                  | 13   | 2401–2413            | |
| デラウェア・ラッカワナ・アンド・ウェスタン鉄道                                      | 12   | 850–861              | のちエリー・ラッカワナ鉄道 1850–1861                                                               |
| ペンシルバニア鉄道                                                                  | 9    | 8699–8707            | のちペン・セントラル鉄道 6700–6708                                                                 |
| レディング鉄道                                                                      | 17   | 800–808, 860–867     | |
| サザン・パシフィック鉄道                                                            | 14   | 4802–4815, 4800-4815 | 1965年、3022–3035に改番                                                                            |
| サザン鉄道 (シンシナティ・ニュー・オーリーンズ・アンド・テキサス・パシフィック鉄道) | 5    | 6300–6304            | |
| バージニアン鉄道                                                                    | 25   | 50–74                | のちノーフォーク・アンド・ウェスタン鉄道 150–174                                                   |
| ウォバッシュ鉄道                                                                    | 6    | 552–554, 552A–554A   | 552–557に改番                                                                                      |
| 合計                                                                                | 107  |                      | |

### CLC製
| 鉄道             | 両数 | 社番      | 備考 |
| ---------------- | ---- | --------- | ---- |
| カナダ太平洋鉄道 | 20   | 8901–8920 |      |